# 荊楚爭雄記
《荊楚爭雄記》是香港作家黃易所寫的一部武俠小說，共兩卷。《破碎虛空》完成後，黃易再寫本作，並在1987年四處請人出版《荊楚爭雄記》，但因當時武俠小說式微，沒有出版社願意出版；於是在1988年，黃易首先發表第一卷於《武俠世界》雜誌。
1990年開始由香港博益出版社出版，1995年後由黃易出版社出版（共二冊），1997年臺灣由萬象出版社出版（共二冊）。本篇作品大膽將主角郤桓度，以李代桃僵方式，代入孫子的角色，並融入真實歷史情事，雖然就武俠小說而言，題材值得肯定，但是過於平鋪直述的方式，依舊未能獲得讀者的迴響。

## 故事概述
春秋時期，楚國四大劍手之首郤宛遭權臣囊瓦陷害，臨死前掩護其子郤桓度脫逃，郤氏家族僅郤桓度得以倖免，在脫逃過程中，郤桓度邂逅艷著天下美女夏姬，隨後二人因為躲避追殺而分開。為報家仇，郤桓度逃離楚境，進入宋國，意外獲得《孫子兵法》，並且化身為孫武，為吳王闔閭所用。
郤桓度到了吳國，在伍子胥推薦下為吳王闔閭所用，運用孫子兵法授吳國富國強兵之道。其時楚國囊瓦亂政，闔閭認為攻楚時機已至，命郤桓度、伍子胥領軍伐楚。郤桓度成功攻破楚國，手刃仇人，重創囊瓦，後因為吳王闔閭不聽其忠告，郤桓度心生退意，飄然退隱。

## 主要人物
- 郤桓度－楚國四大劍手之一郤宛之子，劍法高強卻不諳兵法，肩負家仇流亡在外，意外獲得《孫子兵法》而化身為孫武，率領吳軍破強楚，手刃仇人後退隱。
- 夏姬－歷史人物。一代名姬、天生尤物，命運多舛，輾轉成為楚國惡霸襄老私寵。被楚國重臣巫臣救走後，與郤桓度相遇，兩人相戀，但實是有緣無份。
- 舒雅－吳王闔閭之弟夫概之女，劍法高強，後來成為郤桓度之妻，吳楚戰爭後一同退隱。
- 夷蝶－吳王僚孫女。
- 郤宛－歷史人物。楚國四大劍手之首，正史名為伯郤宛，吳國太宰伯嚭之父。
- 襄老－歷史人物。楚國四大劍手之一。
- 費無忌－歷史人物。楚國四大劍手之一。
- 鄢將師－歷史人物。楚國四大劍手之一。
- 墨翟－百家之一，墨家鉅子。